# 반갑습니다 선배님
《반갑습니다 선배님》은 KBS의 텔레비전 프로그램이다. 연예인 혹은 유명 인사와 모교 후배들의 만남을 주제로 다루었다.

## 변경 사항

### 진행 방식의 변경
21회 방송분부터 진행방식이 크게 바뀌었다. 20회까지 진행자 없이 프로그램을 제작하였고, 출연자가 직접 모교를 방문하였으나 21회부터 30회까지 배우 정가은이 출연하여 출연자에게 모교에 대한 사전 지식을 물은 뒤 정답 수에 따라 모교를 방문하는 데 필요한 교통 수단을 제공하였다. 그리고, 도전 명예의 전당을 신설하여  출연자가 사전에 받은 과제를 일정 개수 이상 성공해야 명예의 전당에 오를 수 있도록 하였다. 이후 도전 명예의 전당을 대체하고자 30회에서 100인의 동문을 모아라 가 신설되어 해당 학교 출신자들이 100명 이상 방문하면 장학금을 기부할 수 있게 하였다. 28회에서는 청춘 상담소 가 신설되어 모교 선배가 후배들의 고민을 해결하는 시간을 마련하였다. 32회에서 기존 코너 대신 후배들의 장기자랑과 출연자가 계획한 임무를 학생들과 함께 수행하는 내용으로 바뀌었다.

### 방송 시간의 변경
26회까지 KBS 1TV에서 목요일 저녁 7시 30분에 방송하였으며, 27회부터 36회까지 KBS 2TV에서 토요일 오전 9시 30분에 방송되었다.

## 방송 회차
| 회차 | 방송일    | 출연자                  | 모교                                  |
| ---- | --------- | ----------------------- | ------------------------------------- |
| 1    | 4월 23일  | 지휘자 금난새           | 서울예술고등학교                      |
| 2    | 4월 30일  | 패션디자이너 이상봉     | 서울 송곡고등학교                     |
| 3    | 5월 7일   | 배우 임창정             | 경기 이천고등학교                     |
| 4    | 5월 14일  | 희극 배우 홍록기        | 부산 동아고등학교                     |
| 5    | 5월 21일  | 배우 최정원             | 서울 영파여자고등학교                 |
| 6    | 5월 28일  | 모델 변정수             | 서울 한성여자고등학교                 |
| 7    | 6월 4일   | 배우 박철민             | 광주 조선대학교 부속고등학교          |
| 8    | 6월 11일  | 이충희 전 농구 감독     | 인천 송도고등학교                     |
| 9    | 6월 18일  | 희극 배우 박지선        | 인천 연수여자고등학교                 |
| 10   | 6월 25일  | 가수 김태원             | 서울 숭실고등학교                     |
| 11   | 7월 2일   | 산악인 엄홍길           | 경기 동두천 중앙고등학교              |
| 12   | 7월 9일   | 배우 유채영             | 경기 안양예술고등학교                 |
| 13   | 7월 16일  | 방송인 한성주           | 서울 여의도여자고등학교               |
| 14   | 7월 23일  | 배우 오영실             | 서울 중앙대학교 사범대학 부속고등학교 |
| 15   | 7월 30일  | 가수 송대관             | 전북 영생고등학교                     |
| 16   | 8월 6일   | 가수 채연               | 서울 광양고등학교                     |
| 17   | 8월 13일  | 요리사 에드워드 권      | 강원 북평고등학교                     |
| 18   | 8월 20일  | 가수 신동               | 경기 세원고등학교                     |
| 19   | 8월 27일  | 가수 김창열             | 서울 공항고등학교                     |
| 20   | 9월 3일   | 배우 정진영             | 서울 신일고등학교                     |
| 21   | 9월 10일  | 영화 감독 장진          | 서울 광문고등학교                     |
| 22   | 9월 17일  | 희극 배우 김신영        | 서울 동명여자정보산업고등학교         |
| 23   | 9월 24일  | 가수 김정민             | 서울디자인고등학교                    |
| 24   | 10월 1일  | 희극 배우 정종철        | 서울 인덕공업고등학교                 |
| 25   | 10월 8일  | 가수 박상민             | 경기 한광고등학교                     |
| 26   | 10월 15일 | 스페셜(1TV 방송분 결산) | 스페셜(1TV 방송분 결산)               |
| 27   | 10월 24일 | 희극 배우 조혜련        | 경기 안양여자고등학교                 |
| 28   | 10월 31일 | 가수 김태우             | 경북 구미고등학교                     |
| 29   | 11월 7일  | 가수 이상우             | 부산동고등학교                        |
| 30   | 11월 14일 | 의학박사 표진인         | 서울 광성고등학교                     |
| 31   | 11월 21일 | 희극 배우 강유미        | 경기 경화여자고등학교                 |
| 32   | 11월 28일 | 희극 배우 박준형        | 서울 관악고등학교                     |
| 33   | 12월 5일  | 가수 한영               | 충남 합덕여자고등학교                 |
| 34   | 12월 12일 | 배우 홍지민             | 경남 마산제일여자고등학교             |
| 35   | 12월 19일 | 희극 배우 최양락        | 충남 온양고등학교                     |
| 36   | 12월 26일 | 희극 배우 정준하        | 서울 강서고등학교                     |

## 문제점
방송 과정에서 지적된 문제점으로는 다음과 같다.
- 지방에 있는 모교를 방문한 출연자는 9명 밖에 없다.
- 출연자 모두 자신이 졸업한 고등학교를 방문하였으며, 초등학교와 중학교를 방문한 출연자는 단 한 명도 없었다.